# برونو ميغيل
برونو ميغيل (بالبرتغالية: Bruno Miguel Moreira Sousa‏) هو لاعب كرة قدم برتغالي في مركز الدفاع، ولد في 24 سبتمبر 1982 في أوليفيرا دي ازميس في البرتغال. لعب مع أونياو ليريا وإشتوريل برايا ونادي أسترا جورجو ونادي فارزيم وجي. دي. توريزينسي ‏ وسانجوانينسي ‏ وFC Porto B ‏.

## وصلات خارجية
- برونو ميغيل على موقع قاعدة بيانات كرة القدم.إي يو (الإنجليزية)
- برونو ميغيل على موقع Soccerway.com (الإنجليزية)